# ヒカサクィーン
ヒカサクィーン（1989年3月28日 - 2005年4月）は、日本の競走馬、繁殖牝馬である。園田の女傑と言われ、スズノキャスターを超えてアラブ系牝馬獲得賞金歴代1位。1996年のNARグランプリアラブ5歳以上最優秀馬である。

## 概要
- 特記事項なき場合、本節の出典はJBISおよび参考文献

1991年12月9日に3歳でデビューし3着。3戦目に勝ち上がり、順調に使われるが、のじぎく賞ではロッコーベストの2着に破れたことなどから、兵庫アラブ三冠には縁がないままであった。しかし姫山菊花賞ではロッコーベストに見事リベンジを果たし重賞初制覇を果たした。
ヒカサクィーンが真価を発揮するのは古馬になった5歳からで、マルセンガバナーと幾度とない戦いを繰り広げていく。1993年10月12日の全日本アラブクイーンカップでは当時のアラブ牝馬では全国区であったスズノキャスターの2着に敗れているが、暮れの園田金盃ではマルセンガバナーを破って重賞2勝目を果たした。
1994年にマルセンガバナーが引退するとさらに成績を向上させ、以後はオープン特別では大半勝利している。兵庫の混合重賞では善戦止まりで兵庫の混合重賞勝ちは1995年の播磨賞のみにとどまるが、1995年と1996年の全日本アラブクイーンカップを連覇する。さらに1996年の園田・福山双方で行われた兵庫・福山交流の山陽杯を両方とも制覇する。この実績を買われ、1996年のNARグランプリアラブ5歳以上最優秀馬を受賞した。
最終的には1997年3月5日の播磨杯（5着）を最後に登録を抹消され、繁殖入りする事となった。

## エピソード
- 特記事項なき場合、本節の出典は参考文献
  - ヒカサクィーンはスズノキャスターほど積極的には他地区に遠征しなった上、サラ系重賞を勝ったわけではないので、全国区的な知名度ではスズノキャスターより低かった。しかし、獲得賞金額ではスズノキャスターを超えてアラブ系牝馬では歴代1位である。
  - 当時の兵庫はハンデ戦が多数行われていたが、牝馬という事もあってか、マルセンガバナーほどの酷量を背負わされることはなく、最大でも58kgに留まった。
  - 園田の1800mでは驚異的な安定性を誇り、28戦25連対であった。

## 産駒一覧
|       | 馬名           | 誕生年 | 性 | 毛色   | 父                 | 厩舎 | 馬主 | 戦績      | 主な成績                                              | 供用 | 出典  |
| ----- | -------------- | ------ | -- | ------ | ------------------ | ---- | ---- | --------- | ----------------------------------------------------- | ---- | ----- |
|       | 生後直死       | 1998年 |    |        | ビソウエルシド     |      |      |           |                                                       |      |       |
|       | 不受胎         | 1999年 |    |        | トライバルセンプー |      |      |           |                                                       |      |       |
| 初仔  | モナクラムセス | 2000年 | 牡 | 鹿毛   | ニホンカイユーノス |      |      | 101戦19勝 | 中日スポーツ賞（金沢・2004年） 新春賞（福山・2006年） | 抹消 | [ 4 ] |
|       | 生後直死       | 2001年 |    |        | ニホンカイユーノス |      |      |           |                                                       |      |       |
|       | 不受胎         | 2002年 |    |        | コウザンハヤヒデ   |      |      |           |                                                       |      |       |
| 第2仔 | モナクナドラー | 2003年 | 牡 | 黒鹿毛 | ニホンカイユーノス |      |      | 33戦2勝   |                                                       | 抹消 | [ 5 ] |
|       | 不受胎         | 2004年 |    |        | デュラブ           |      |      |           |                                                       |      |       |
|       | 不明           | 2005年 |    |        | ブラックタキシード |      |      |           |                                                       |      |       |

## 血統表
| ヒカサクィーンの血統                         | ヒカサクィーンの血統                         | ヒカサクィーンの血統                         | （血統表の出典）                             | （血統表の出典）        |
| 父系                                         | ブランドフォード系                           | ブランドフォード系                           | ブランドフォード系                           | [ § 2 ]                 |
| 父 ミクニノホマレ Mikunino Homare 1972 栗毛  | 父の父ダイゴトウスイ 1964 鹿毛               | センジユ                                     | 方景                                         | 方景                    |
| 父 ミクニノホマレ Mikunino Homare 1972 栗毛  | 父の父ダイゴトウスイ 1964 鹿毛               | センジユ                                     | イースタン                                   |                         |
| 父 ミクニノホマレ Mikunino Homare 1972 栗毛  | 父の父ダイゴトウスイ 1964 鹿毛               | トウスイ                                     | ラツキーパーク                               | ラツキーパーク          |
| 父 ミクニノホマレ Mikunino Homare 1972 栗毛  | 父の父ダイゴトウスイ 1964 鹿毛               | トウスイ                                     | 永露                                         |                         |
| 父 ミクニノホマレ Mikunino Homare 1972 栗毛  | 父の母アラ系 ダイゴツバメ 1962 鹿毛          | ダイサンコウジ                               | サラ プリメロ                                | サラ プリメロ           |
| 父 ミクニノホマレ Mikunino Homare 1972 栗毛  | 父の母アラ系 ダイゴツバメ 1962 鹿毛          | ダイサンコウジ                               | ヒラコウ                                     |                         |
| 父 ミクニノホマレ Mikunino Homare 1972 栗毛  | 父の母アラ系 ダイゴツバメ 1962 鹿毛          | サシカタ                                     | 万賀                                         | 万賀                    |
| 父 ミクニノホマレ Mikunino Homare 1972 栗毛  | 父の母アラ系 ダイゴツバメ 1962 鹿毛          | サシカタ                                     | サラ系 第二雲晴                              |                         |
| 母 マルトヨリンボー Marutoyo Limbo 1982 鹿毛 | 母の父シナノリンボー 1975 栗毛               | タガミホマレ                                 | ミネフジ                                     | ミネフジ                |
| 母 マルトヨリンボー Marutoyo Limbo 1982 鹿毛 | 母の父シナノリンボー 1975 栗毛               | タガミホマレ                                 | バイオレツト                                 |                         |
| 母 マルトヨリンボー Marutoyo Limbo 1982 鹿毛 | 母の父シナノリンボー 1975 栗毛               | グレナヴアカ                                 | サラ リンボー                                | サラ リンボー           |
| 母 マルトヨリンボー Marutoyo Limbo 1982 鹿毛 | 母の父シナノリンボー 1975 栗毛               | グレナヴアカ                                 | ミスタカクラ                                 |                         |
| 母 マルトヨリンボー Marutoyo Limbo 1982 鹿毛 | 母の母シユンスター 1964 鹿毛                 | シユンエイ                                   | サラ ライジングフレーム                      | サラ ライジングフレーム |
| 母 マルトヨリンボー Marutoyo Limbo 1982 鹿毛 | 母の母シユンスター 1964 鹿毛                 | シユンエイ                                   | 弟猛                                         |                         |
| 母 マルトヨリンボー Marutoyo Limbo 1982 鹿毛 | 母の母シユンスター 1964 鹿毛                 | サンタアニタ                                 | ヒエン                                       | ヒエン                  |
| 母 マルトヨリンボー Marutoyo Limbo 1982 鹿毛 | 母の母シユンスター 1964 鹿毛                 | サンタアニタ                                 | イースタン                                   |                         |
| 5代内の近親交配                              | イースタン 4×4・バラツケー 5×5×5・梅橋 5×5×5 | イースタン 4×4・バラツケー 5×5×5・梅橋 5×5×5 | イースタン 4×4・バラツケー 5×5×5・梅橋 5×5×5 |                         |
| 出典                                         | 1. 2.                                        | 1. 2.                                        | 1. 2.                                        | 1. 2.                   |

父の母の母サシカタは1949年から1952年にかけて159戦0勝[0-1-3-155]という成績を残した馬で、国営競馬の最多出走・最多敗戦記録保持馬とされる。